# Comuna de Goczałkowice-Zdrój
Goczałkowice-Zdrój (polaco: Gmina Goczałkowice-Zdrój) é uma gminy (comuna) na Polónia, na voivodia de Santa Cruz e no condado de Pszczyński. A sede do condado é a cidade de Goczałkowice-Zdrój.
De acordo com os censos de 2006, a comuna tem 6245 habitantes, com uma densidade 128,4 hab/km².

## Área
Estende-se por uma área de 48,64 km², incluindo:
- área agricola: 18%
- área florestal: 2%

## Demografia
Dados de 31 de Dezembro de 2005:
|                      | Total   | Total | Mulheres | Mulheres | Homens  | Homens |
| -------------------- | ------- | ----- | -------- | -------- | ------- | ------ |
|                      | pessoas | %     | pessoas  | %        | pessoas | %      |
| População            | 6245    | 100   | 3210     | 51,4     | 3026    | 48,6   |
| Densidade (pop./km²) | 128,4   | 100   | 66,0     | 66,0     | 62,2    | 62,2   |

De acordo com dados de 2002, o rendimento médio per capita ascendia a 3 013,29 zł.

## Comunas vizinhas
- Chybie, Czechowice-Dziedzice, Pszczyna, Strumień